# Imad Khamis
IMSS Mohammad Deeb Khamis (Damasco, 1 de agosto de 1961) é um político e engenheiro elétrico sírio que ocupou o cargo de primeiro-ministro da Síria, de 2016 a 2020. Anteriormente, ocupou o cargo de Ministro de Eletricidade (equivalente a Ministro de Minas e Energia), no período de 2011 a 2016, e seu desempenho à frente da pasta acabou levando-o a ser primeiro-ministro.
Sua posição como Ministro de Eletricidade foi extremamente estratégica no contexto da eclosão da Guerra Civil Síria. A nomeação foi feita de maneira democrática e obedeceu ao parlamento, apesar do contexto caótico do país.

## Biografia
Khamis nasceu em uma região próxima à capital Síria, Damasco, no dia 1 de agosto de 1961. Formou-se em engenharia elétrica pela Universidade de Damasco, no ano de 1981.

## Carreira
Khamis foi designado, de 1987 até 2005, para realizar o gerenciamento de um dos departamentos da Organização Geral para a distribuição e investimento em energia elétrica da Síria. Foi diretor-geral da Companhia Geral de Eletricidade da província de Damasco, do ano de 2005 até meados de 2008. Em 2008,foi nomeado diretor-geral da empresa estatal de distribuição e investimento em energia elétrica na Síria.
Em 14 de abril de 2011 assumiu o Ministério da Energia, e em 22 de junho de 2016 foi nomeado primeiro-ministro pelo então presidente sírio, Bashar al-Assad. Como primeiro-ministro, foi encarregado de reorganizar o Poder Executivo do país, após as eleições legislativas de 13 de abril de 2016, que estabeleceram um novo parlamento no país e foram consideradas ilegítimas pela oposição.

### Sanções
A União Europeia sancionou e reprovou atitudes de Khamis devido ao seu envolvimento com cortes na distribuição de energia elétrica como maneira de reprimir o povo sírio, no dia 24 de março de 2012, quando ainda era o Ministro responsável por esta área.

## Vida pessoal
Khamis é casado e possui três filhos.